# Bugun jezik
Bugun jezik (kho, khoa, khowa; ISO 639-3: bgg), sinotibetski jezik sjevernoasamske skupine, kojim govori oko 900 ljudi (2001) iz plemena Khoa ili Khowa u indijskoj državi Arunachal Pradesh na obje obale rijeke Rupa (rijeka)Rupa.
Jedan je od 11 jezika podskupine tani. Bugun je najbliži jeziku sulung [suv], ali su pripadnici etničke grupe srodni narodu Hruso.

## Vanjske poveznice
- Ethnologue (14th)
- Ethnologue (15th)